# フルアニメ
フルアニメ（フルアニメーション）は、アニメーションの表現形式の一つであり、全身の滑らかな演技を自然主義的に描写したものを指す。止め絵や部分的な演技を多用したリミテッド・アニメと対立的に扱われることが多いが、その定義やリミテッド・アニメとの境界線は明確ではない。
アニメーション映像は秒間24コマの記録形式が一般的であり、伝統的なフルアニメーションでは1コマ毎に絵が変化する「1コマ打ち」（秒間24枚）または2コマ毎に絵が変化する「2コマ打ち」（秒間12枚）が多用され、日本のリミテッド・アニメでは3コマ毎に絵が変化する「3コマ打ち」（秒間8枚）が多用される。ただし3コマ打ちであれば必ずしもリミテッド・アニメである訳ではなく、相応な演技が実現されていればフルアニメーションに位置付けられる場合もある。
代表的なフルアニメーションの作品としてはウォルト・ディズニー製作の『白雪姫』（1937年）がある。